# Rai (audiovisuel)
 (décembre 2018).
Le contenu est difficilement compréhensible vu les erreurs de traduction, qui sont peut-être dues à l'utilisation d'un logiciel de traduction automatique.
Pour les articles homonymes, voir Rai.
La Rai ou Rai − Radiotelevisione italiana S.p.A. (litt. Radio-télévision italienne, Société par actions)  est le principal groupe audiovisuel public italien.
Société par actions de droit privé, la Rai est contrôlée à 99,55 % par l'État italien (ministère italien du Trésor) et à 0,45 % par la Société italienne des auteurs et éditeurs (Società Italiana degli Autori ed Editori), société chargée de garantir les droits d'auteurs.
Membre de l'Union européenne de radio-télévision, elle est actionnaire d'Euronews.

## Histoire
Rai est l'acronyme, prononcé /'ra.i/, de Radio Audizioni Italiane, la société qui diffusait la radio de 1944 à 1954. Précédemment, l'établissement portait le nom d'EIAR (Ente Italiano Audizioni Radiofoniche), et n'assurait que la diffusion d'émissions radiophoniques. Le 3 janvier 1954, après différentes expériences dans la région de Turin, la Rai débuta ses transmissions télévisuelles sur une échelle nationale.
Ce fut grâce à l'équipement de haute technologie offerte par la famille d'Antonio Bernocchi que le 11 septembre 1949, la première diffusion des programmes de télévision expérimentales avec la transmission du Musée de la Triennale de Milan ont débuté en Italie. Ce fut le début d'une ère qui a permis aux Italiens parlant la même langue de se comprendre mutuellement.
Le groupe public italien est toutefois tributaire d'une tutelle et de choix technologiques discutables. Pour l'adoption et le lancement de la couleur, la RAI est contrainte de se plier à ces décisions administratives et politiques.
En Italie, il faut attendre le 1er février 1977, pour que la télédiffusion en couleur soit officiellement lancée. Toutefois plusieurs dizaines de chaînes privées locales pour la plupart, commerciales, ont déjà franchi le cap et exploitent le standard PAL depuis 1976.
Dix ans après la France, l'Allemagne et la plupart de ses principaux voisins européens, l'Italie a pris un considérable retard. Elle a subi des tergiversations politiques pour choisir entre les deux standards européens sur pression de la France, d'une part, et de l'Allemagne et du  Royaume-Uni, de l'autre.
Durant cette période, seuls les frontaliers peuvent espérer recevoir notamment les chaînes françaises et monégasques ou ailleurs, les chaînes de la Suisse.
À cette époque, le sénateur républicain Ugo La Malfa fait même débattre d'une question parlementaire pour « empêcher l'abandon du noir et blanc sobre, au profit d'un écran couleurs vaniteux et consumériste ». 
Dès le début des années 1970, la société italienne Indesit en collaboration avec le groupe public SEIMART (Société Exercice d'Entreprises Industrielles Radio et TV), développe son propre standard couleur. Intitulé I.S.A. ou « ISA » (Identification à Suppression Alternée), l'objectif consiste surtout à éviter de payer des licences / brevets aux concepteurs des standards Sécam et PAL. Il va toutefois rester au stade expérimental.
À partir de 1974, le service public Italien procède sur ses émetteurs, à des tests quotidiens le matin de 10 à 11 heures et l'après-midi de 15 à 16h, diffusant des émissions et des mires codées en PAL.
Le 11 août 1975, le choix pour le PAL est officiellement adopté par l'Italie, ce qui met un terme au standard national « ISA » mais ses téléspectateurs doivent encore attendre.
Le 15 juillet 1976, le monopole d'État de la télévision italienne est brusquement abandonné. Une faille de la loi permet de libéraliser les ondes sur tout le territoire italien. Des milliers de stations de radio locales apparaissent rapidement, accompagnées de centaines de chaînes de télévision, principalement commerciales, ayant adopté le PAL pour leur diffusion. 
À la fin des années 1970 et au début de la décennie suivante, des regroupements donnent l'opportunité à certains entrepreneurs de constituer des réseaux régionaux puis nationaux. Silvio Berlusconi est l'un des principaux artisans et bénéficiaires de cette situation.
En 2007, la Rai prit l'initiative de numériser l'ensemble de ses chaînes. La transition a duré jusqu'en 2012, dernière année de la diffusion terrestre analogique. La puissance des émetteurs en numérique étant beaucoup plus faible qu'en analogique, il en résulte, la fin de la diffusion de la Rai 1 en UHF en Tunisie.
En novembre 2014, 30,5 % de sa filiale Rai Way est introduite en bourse, la Rai gardant les restes du capital.

## Identité visuelle
En mars 2000, le groupe audiovisuel public adopte un nouveau logo incluant un papillon, ainsi qu'une nouvelle typographie corporative. Ce logo est décliné sur les antennes quelques mois plus tard (Rai Uno, Rai Due et Rai Tre), mais aussi sur les radios du groupe.
Le 18 mai 2010, à l'occasion de l'arrivée progressive de la télévision numérique terrestre en Italie, la Rai décide d'introduire un nouveau système visuel pour que les logos de toutes ses activités soient cohérents : le carré Rai pour le groupe, le double carré pour les télévisions généralistes, et le carré Rai suivi du deuxième nom pour les chaînes généralistes, les radios et autres activités du groupe.
Ce système graphique évolue légèrement à la rentrée 2016 : une nouvelle typographie est adoptée, les couleurs sont légèrement revues. Le système visuel gagne un peu plus en cohérence, car les chaînes généralistes du groupe perdent leur second carré (dans lequel était inscrit le numéro de la chaîne) au profit du simple numéro de la chaîne, pour coller avec les logos des autres activités du groupe.

Logo de la Rai du 3 janvier 1954 au 2 octobre 1983.
Logo de la Rai du 3 octobre 1983 au 16 mars 2000.
Logo de la Rai du 16 mars 2000 au 18 mai 2010.
Logo de la Rai du 18 mai 2010 au 11 septembre 2016.
Logo de la Rai depuis le 12 septembre 2016.

## Activités

### Télévision
La Rai possède 5 chaînes de télévision généralistes dont 2 chaînes semi-généralistes. 
Rai 5 HD, Rai Movie HD, Rai Gulp HD, Rai Yoyo HD, Rai News 24 HD, Rai Storia HD et Rai Scuola HD sont diffusés exclusivement sur le satellite, Rai 4 HD et Rai Premium HD ont une très faible diffusion sur la télévision terrestre.
| Logo | Chaîne | Date de création |
| ---- | --- | ---------------- |
|      | Rai 1 Chaîne généraliste.                                                                                       | 3 janvier 1954   |
|      | Rai 2 Chaîne généraliste.                                                                                       | 4 novembre 1961  |
|      | Rai 3 Chaîne généraliste.                                                                                       | 15 décembre 1979 |
|      | Rai 4 Chaîne semi-généraliste axée sur la fiction.                                                              | 14 juillet 2008  |
|      | Rai 5 Chaîne semi-généraliste axée principalement sur les divertissements, les documentaires et les reportages. | 31 juillet 2003  |

Viennent ensuite les chaînes thématiques du groupe, principalement issues de l'ancienne filiale RaiSat :
| Logo | Chaîne                                                                                             | Date de création  |
| ---- | -------------------------------------------------------------------------------------------------- | ----------------- |
|      | Rai Premium (HD) Chaîne thématique consacrée aux productions Rai (séries, telenovelas...).         | 31 juillet 2003   |
|      | Rai News 24 Chaîne d'information en continu.                                                       | 26 avril 1999     |
|      | Rai Gulp Chaîne thématique destinée aux enfants et aux adolescents.                                | 1er juin 2007     |
|      | Rai Yoyo Chaîne thématique destinée aux enfants entre 0 et 8 ans.                                  | 1er novembre 2006 |
|      | Rai Sport (HD) Chaîne thématique axée sur le sport.                                                | 1er février 1999  |
|      | Rai Storia (anciennement Rai Edu 2) (HD) Chaîne thématique axée sur l'histoire.                    | 17 juin 2002      |
|      | Rai Movie (HD) Chaîne thématique axée sur le cinéma, diffusant essentiellement des films italiens. | 1er juillet 1999  |
|      | Rai Scuola (anciennement Rai Edu 1) (HD) Chaîne thématique proposant des programmes éducatifs.     | 1er octobre 2000  |

La Rai possède également trois chaînes de télévision régionales en langue étrangère :
| Logo | Chaîne | Date de création |
| ---- | --- | ---------------- |
|      | Rai Südtirol Chaîne régionale diffusée dans la région autonome du Trentin-Haut-Adige. Diffusion en allemand.  | 7 février 1966   |
|      | Rai 3 Bis Chaîne régionale diffusée dans la région autonome du Frioul-Vénétie Julienne. Diffusion en slovène. | 1995             |
|      | Rai Vd'A Chaîne régionale diffusée dans la région autonome de la Vallée d'Aoste. Diffusion en français.       | 1968             |

Chaînes disparues
- Rai HD : cette chaîne n'existe que sur la TNT italienne, étant remplacée par les trois chaînes principales en HD sur le satellite et depuis le 19 septembre 2016 aussi sur le réseau terrestre ;
- Rai Doc-Futura : chaîne consacrée aux technologies, au patrimoine culturel et aux films classiques (presque toujours en noir et blanc), étant remplacée par Rai Gulp ;
- Rai Utile : chaîne vouée à l'utilité publique et aux services pour le citoyen ;
- Rai Sat 1 : chaîne thématique musicale, créée le 10 janvier 2005 et arrêtée le 4 janvier 2015 ;
- Rai Sat Show et Rai Sat Art (numériques et à péage) : les deux à leur tour ont été remplacées par Rai Extra (aujourd'hui Rai 5) ;
- Rai Sat 2 : chaîne analogique pour jeunes diffusée gratuitement par satellite ; remplacée par Rai Sat Ragazzi (numérique et à péage), à son tour remplacée par Rai Sat YoYo (Rai Yoyo) en 2006 et Rai Gulp en 2008 (gratuite à nouveau) ;
- Rai Sat 3 : chaîne analogique diffusée gratuitement par satellite consacrée à la science, aux écoles et aux documentaires ; remplacée par Rai Edu 1 (Rai Scuola) et Rai Edu 2 (Rai Storia) (toujours gratuites).

### Radio
La Rai possède 3 stations de radio nationales :
| Logo | Station                                                               | Date de création |
| ---- | --------------------------------------------------------------------- | ---------------- |
|      | Rai Radio 1 Station généraliste, proposant des décrochages régionaux. | 6 octobre 1924   |
|      | Rai Radio 2 Station musicale.                                         | 21 mars 1938     |
|      | Rai Radio 3 Station culturelle / musicale classique.                  | 1er octobre 1950 |

La Rai diffuse également trois radios régionales en langues étrangères :
| Logo | Station | Date de création |
| ---- | --- | ---------------- |
|      | Rai Südtirol Station régionale diffusée dans la région autonome du Trentin-Haut-Adige. Diffusion en allemand.         | 7 février 1966   |
|      | Rai Radio Trst A Station régionale diffusée dans la région autonome du Frioul-Vénétie Julienne. Diffusion en slovène. | 5 février 1944   |
|      | Rai Vd'A Station régionale diffusée dans la région autonome de la Vallée d'Aoste. Diffusion en français.              | 1968             |

## Centres de production
| Ville  | Centres de production                                      | Auditoriums/Théâtres | Studios |
| ------ | ---------------------------------------------------------- | -------------------- | ------- |
| Rome   | CPTV, via Teulada, 66                                      |                      | 9       |
| Rome   | CP Saxa Rubra                                              |                      | 16      |
| Rome   | Studi televisivi Fabrizio Frizzi, via Ettore Romagnoli, 30 |                      | 6       |
| Rome   | Teatro delle Vittorie                                      | 1 théâtre            |         |
| Rome   | Rai Auditorium, Foro Italico                               | 1 auditorium         |         |
| Milan  | CP, corso Sempione, 27                                     | 3 auditoriums        | 5       |
| Milan  | East End Studios, via Mecenate, 76                         |                      | 4       |
| Naples | CP, viale Marconi, 9                                       | 1 auditorium         | 7       |
| Turin  | CP, via Verdi, 16                                          | 1 auditorium         | 6       |

## Service public
L'entreprise est le concessionnaire exclusif du service public radio-télévisé en Italie. À ce titre, elle est soumise à certaines obligations :
- diffusion sur le territoire national et vers les communautés italiennes à l'étranger, avec une bonne qualité de signal,
- qualité et variété de la programmation,
- information complète et facile d'accès,
- rôle culturel et éducatif,
- services d'utilité publique sur demande de la Collectivité,
- accès aux personnes handicapées.

Ces obligations font l'objet d'un contrat triennal (2003-2005) de service public signé avec le ministère des Communications.

## Financement
Le loyer d'abonnement (il canone, en français « la redevance ») représente la principale source de financement du service public. Il représente 106,60 euros en 2008, le plus bas tarif en Europe de l'Ouest (le 2e plus bas étant en France).

## Parts de marché
La part de marché moyenne de la Rai est de 45,4 % (télévision). En 2002, l'écoute moyenne des chaînes Rai s'établit à plus de 9 millions de téléspectateurs par jour (en hausse de 2 % sur 2001).

## Filiales
Le groupe Rai comprend notamment les filiales suivantes :
- Rai Cinema (production et distribution de films, créée en 2000)
- Rai Fiction (production et distribution de films, créée en 1997)
- Rai Italia
- Rai Way (gestion des moyens techniques de diffusion par voie hertzienne et satellitaire)
- Rai Pubblicità
- Rai Com (société pour la distribution des droits des productions Rai dans le monde)

Quelques chiffres :
- Chiffre d'affaires global (2019) : 2,578 milliards d'euros
- Bénéfice avant impôts : -6,3 millions d'euros
- Résultat net : 0 millions d'euros
- Effectif du personnel : 11 152 salariés

## Liste des présidents
- 1945-1946 : Arturo Carlo Jemolo
- 1946-1951 : Giuseppe Spataro
- 1951-1954 : Cristiano Ridomi
- 1954-1961 : Antonio Carrelli
- 1961-1964 : Novello Papafava
- 1964-1969 : Pietro Quaroni
- 1969-1970 : Aldo Sandulli
- 1970-1975 : Umberto Delle Fave
- 1975-1977 : Beniamino Finocchiaro
- 1977-1980 : Paolo Grassi
- 1980-1986 : Sergio Zavoli
- 1986-1992 : Enrico Manca
- 1992-1993 : Walter Pedullà
- 1993-1994 : Claudio Dematté
- 1994-1996 : Letizia Moratti
- 1996 (interim) : Giuseppe Morello
- 1996-1998 : Vincenzo Siciliano
- 1998-2002 : Roberto Zaccaria
- 2002 (interim) : Vittorio Emiliani
- 2002-2003 : Antonio Baldassare
- 2003 (interim) : Paolo Mieli
- 2003-2004 : Lucia Annunziata
- 2004-2005 : Francesco Alberoni
- 2005 (interim) : Sandro Curzi
- 2005-2009 : Claudio Petruccioli
- 2009-2012  :Paolo Garimberti
- 2012-2015 : Anna Maria Tarantola
- 2015-2018 : Monica Maggioni
- Dès 2018 : Marcello Foa

## Controverses

### Déclaration lue par Mara Venier
Le 12 février 2024, Mara Venier s’est retrouvée au cœur d’une controverse après avoir lu une déclaration du PDG de la Rai, Roberto Sergio, lors d’un épisode de Domenica In. La déclaration exprimait la solidarité avec le peuple israélien et la communauté juive, rendant hommage aux victimes des attaques du Hamas du 7 octobre. Voici le texte complet de la déclaration :  
« J’exprime ma solidarité totale avec le peuple d’Israël et la communauté juive, et mes pensées vont aux nombreux enfants, femmes et hommes qui ont perdu la vie lors de l’attaque du 7 octobre. La Rai s’engage profondément à maintenir vivante la mémoire de ces victimes innocentes et de toutes les personnes encore retenues en otage par le Hamas. »
À la fin de la lecture, Venier a ajouté : « Ce sont les mots de notre PDG, que nous partageons évidemment tous. » Ce commentaire a suscité une vive réaction, avec des accusations de partialité et d’omission concernant les victimes palestiniennes, déclenchant des débats sur les réseaux sociaux et parmi le public télévisé.
L’incident a été critiqué par diverses figures politiques, notamment Andrea Orlando du Parti démocrate, qui a qualifié la position de la Rai de « bornée » et « embarrassante ». Des manifestations ont également eu lieu dans plusieurs villes italiennes : à Naples, des groupes pro-palestiniens se sont rassemblés devant le bureau local de la Rai, entraînant des affrontements avec la police.
Des artistes et des personnalités publiques ont également exprimé leur désaccord avec la déclaration diffusée en direct. Le rappeur Ghali a accusé la Rai de manquer d’équilibre, déclarant qu’« un diffuseur public ne devrait pas adopter une position aussi partiale dans un conflit aussi complexe ». De même, Dargen D’Amico a critiqué la Rai pour ne pas avoir mentionné les souffrances des Palestiniens, affirmant qu’« ignorer une partie de l’histoire contribue à déshumaniser ceux qui sont déjà victimes de la guerre ».
Pour sa défense, Mara Venier a expliqué que son rôle en tant que présentatrice incluait la lecture des déclarations officielles de la chaîne et que son commentaire supplémentaire reflétait une position institutionnelle. Cependant, cet épisode a déclenché un débat sur le rôle de la Rai en tant que diffuseur de service public et sur sa gestion du pluralisme dans des contextes sensibles comme le conflit israélo-palestinien,.

### Le cas Scurati
Le 8 juin 2024, Roberto Sergio a déclaré que la journaliste Serena Bortone aurait dû être licenciée à la suite de l’affaire concernant le monologue non diffusé de l’écrivain Antonio Scurati. Sergio a affirmé que le monologue n'avait pas été censuré, mais que Scurati avait refusé de participer parce qu'il ne serait pas rémunéré. Scurati a démenti ces affirmations, les qualifiant de « fausses » et de « diffamatoires ».
Les déclarations de Sergio ont alimenté le débat sur la liberté d'expression et l'impartialité de la Rai, avec des accusations de partialité politique. Le sénateur Francesco Verducci a qualifié le comportement de Sergio d'« arrogant », tandis que ce dernier a nié l’existence d'une « TeleMeloni », affirmant que la diffusion de service public avait toujours été équilibrée.

### Accusation TeleMeloni
Le terme « TeleMeloni » résume la perception selon laquelle l’administration Meloni chercherait à transformer la RAI en un outil de propagande pour le gouvernement d’extrême droite.
Le mandat de Roberto Sergio est étroitement lié à la politisation présumée de la RAI sous Giorgia Meloni, un phénomène des défis auxquels est confrontée la liberté de la presse en Italie, qui a chuté à la 46e place dans le classement mondial de la liberté de la presse établi par Reporters sans frontières en 2024.
La transformation structurelle de la RAI remonte à 2016, lorsque le Premier ministre de l'époque, Matteo Renzi (Parti démocrate), introduit des réformes visant à réduire l'influence partisane. Ces réformes centralisent le pouvoir dans les mains d'un administrateur délégué (PDG), nommé par un conseil majoritairement désigné par le gouvernement. Ce rôle conférait un contrôle sur la programmation, les nominations et l’orientation éditoriale. À son arrivée au pouvoir en 2022, Giorgia Meloni a exploité ce cadre, renforçant le contrôle gouvernemental sur le principal diffuseur public italien. En mai 2023, huit mois après le début du mandat de Meloni, cette approche s’est manifestée à travers des incidents qui ont suscité une opposition publique et professionnelle,.
Un autre exemple concerne Roberto Saviano, auteur et journaliste renommé pour ses enquêtes anti-mafia. L’émission de Saviano, Insider, Faccia a Faccia con il Crimine, a été annulée par la direction de Sergio à la RAI avant sa diffusion prévue en novembre 2023, alimentant davantage les accusations de censure. Bien que l'émission puisse éventuellement être diffusée, cette décision a mis en évidence l'influence de l'administration sur les choix éditoriaux,.
L'administration Meloni (avec la complicité du PDG de la RAI) aurait favorisé une culture de la conformité, récompensant ceux qui s'alignent sur sa vision tout en marginalisant les voix dissidentes.
Le rôle de Roberto Sergio fait de lui une cible de critiques. Les journalistes et les figures culturelles l'ont accusé de compromettre l'indépendance de la RAI pour servir des intérêts politiques. En réponse, certains professionnels des médias ont migré vers des chaînes indépendantes telles que La7 et Nove, tandis que d'autres ont organisé des grèves pour protester contre ce qu'ils décrivent comme un « contrôle étouffant » par le gouvernement.